# ジミー・フロイド・ハッセルバインク
ジミー・フロイド・ハッセルバインク（Jimmy Floyd Hasselbaink, 1972年3月27日 - ）は、スリナム出身、オランダ国籍の元サッカー選手、サッカー指導者。ポジションはFW。

## 選手経歴
1990年にオランダ・エールディヴィジのテルスターでキャリアをスタート。その後、AZアルクマールやポルトガルのカンポマイオレンセを経て、ボアヴィスタに移籍、ここでシーズン20ゴールの活躍をする。1997年にイングランド・プレミアリーグのリーズへ移籍し、98/99シーズンの得点王（18得点）となった。
1999年には、クリスティアン・ヴィエリの後釜を探していたスペイン・リーガ・エスパニョーラのアトレティコ・マドリードへ移籍。公式戦34試合24得点を挙げたが、アトレティコはセグンダ・ディビシオンへ降格した。
翌シーズンにはチェルシーへ移籍した、移籍後もゴールを量産し2000/2001シーズンには23得点を記録し得点王となった。
アブラモビッチ体制が本格的に始動した2004年にミドルズブラへ移籍する。このシーズンからチェルシーの監督に就任する事になる、ジョゼ・モウリーニョは自身の監督就任にあたっての交渉で、既に放出候補となっていた選手リストの中から、ハッセルバインクとグジョンセンについては、残留を強く要望し、その時点で移籍先が決まっていなかったグジョンセンは残留したが、ハッセルバインクに関してはそのまま移籍する事となった。
ミドルズブラでは13得点、2005／2006シーズンのUEFAカップ準優勝に貢献した。
その後、2006年にはチャールトンへ移籍。さらに2007年にはイングランド・フットボールリーグ・チャンピオンシップ（2部相当）のカーディフ・シティに移籍。2007/2008シーズンのFAカップ決勝進出に貢献している。2008年9月15日に現役を引退した。

## 指導者経歴
現役引退後は古巣チェルシーの下部組織などで経験を積み、2011年にはノッティンガム・フォレストのコーチに就任。2013年1月に同職を退任、同年5月から
ベルギー2部のロイヤル・アントワープの監督に就任した。2013-2014シーズンを7位で終えるなどまずまずの成績だったが、シーズン終了後に退任、2014年11月からはイングランド4部のバートンの監督に就任。2014-2015シーズンにバートンを4部リーグ優勝に導き、3部昇格の立役者となった。その功績から複数のクラブが招聘に動いたとされるが、2015年12月4日にクイーンズ・パーク・レンジャーズの監督就任が発表された。2017年9月4日、ノーサンプトン・タウンの監督に就任した。

## 代表歴

### 出場大会
- オランダ代表
  - 1998 FIFAワールドカップ (ベスト4)

### 試合数
- 国際Aマッチ 23試合 9得点（1998年-2002年）[3]

| オランダ代表 | 国際Aマッチ | 国際Aマッチ |
| 年           | 出場        | 得点        |
| ------------ | ----------- | ----------- |
| 1998         | 5           | 2           |
| 1999         | 1           | 0           |
| 2000         | 3           | 1           |
| 2001         | 8           | 4           |
| 2002         | 6           | 2           |
| 通算         | 23          | 9           |

## タイトル

### 選手時代
ボアヴィスタFC
- タッサ・デ・ポルトガル:1回（1996-97）

チェルシーFC
- FAチャリティ・シールド:1回（2000）

個人
- プレミアリーグ得点王:2回（1998-99、2000-01）
- コパ・デル・レイ得点王:1回（1999-2000）

### 監督時代
バートン・アルビオンFC
- EFLリーグ2:1回（2014-15）

## 監督成績
| クラブ                           | 就任           | 退任          | 記録 | 記録 | 記録 | 記録 | 記録   |
| クラブ                           | 就任           | 退任          | 試合 | 勝   | 分   | 負   | 勝率 % |
| -------------------------------- | -------------- | ------------- | ---- | ---- | ---- | ---- | ------ |
| ロイヤル・アントワープ           | 2013年5月29日  | 2014年5月11日 | 35   | 13   | 10   | 12   | 037.14 |
| バートン・アルビオン             | 2014年11月13日 | 2015年12月4日 | 54   | 33   | 11   | 10   | 061.11 |
| クイーンズ・パーク・レンジャーズ | 2015年12月4日  | 2016年11月5日 | 47   | 13   | 19   | 15   | 027.66 |
| ノーサンプトン・タウン           | 2017年9月1日   | 2018年4月2日  | 42   | 10   | 13   | 19   | 023.81 |
| バートン・アルビオン             | 2021年1月1日   |               | 8    | 6    | 0    | 2    | 075.00 |
| 合計                             | 合計           | 合計          | 186  | 75   | 53   | 58   | 040.32 |